# Pieve di San Giovanni Evangelista (Monterappoli)
La pieve di San Giovanni Evangelista è un luogo di culto cattolico situato a Monterappoli, frazione di Empoli, in provincia di Firenze, all'interno del territorio dell'arcidiocesi di Firenze.
Edificio di stile romanico con influenze lombarde, opera dell'architetto Magister Bonseri, deve la sua importanza al fatto di essere stato un vero e proprio prototipo per molti altri edifici di poco posteriori siti soprattutto in Valdelsa: basti vedere le facciate della pieve dei Santi Ippolito e Biagio e della collegiata dei Santi Lorenzo e Leonardo, entrambe a Castelfiorentino. Ma la sua influenza si può riscontrare anche in edifici più tardi, come la chiesa di San Francesco, sempre a Castelfiorentino.

## Storia
La pieve sorge ai margini dell'abitato di Monterappoli, sede di un antico castello dei conti Guidi, lungo uno dei percorsi valdelsani della via Francigena.
Il più antico documento che attesti l'esistenza della chiesa si trova scolpito nell'architrave del portale principale e recita: + ANNI DNI MCLXV / + EC MANIBUS. SCRITA. MAIS TER. BONSERI (CLIPEUS DEXSTRA) VIR PROBUS. EX GENTE LOBARDA. TRADIA / + CUSTOS + USURA. L'iscrizione oggi, a causa della consunzione della pietra , è diventata quasi illeggibile.
Tutti gli storici che si sono avvicinati a questa iscrizione sono concordi nell'attribuire l'edificio al magister Bonseri, architetto lombardo, che la realizzò nel 1165. In quel periodo il territorio circostante la pieve era un feudo dei conti Guidi ai quali venne confermato da vari diplomi imperiali emessi tra il 1191 e il 1273, e cioè fino a quando la repubblica di Firenze non prese il controllo del castello di Monterappoli, controllo però non totale visto che la pieve di San Genesio possedeva dei beni nel castello come risulta da una bolla di papa Celestino III del 1194.
Per quanto riguarda le testimonianze scritte sulla pieve, la più antica risale al 1231, anno in cui risulta che il pievano di Monterappoli abbia partecipato a San Miniato ad un atto di sottomissione a quel comune.
Alla metà del XIII secolo il piviere di Monterappoli contava 10 chiese suffraganee, formanti un territori abbastanza improduttivo come si evince dalle decime pagate tra il 1276 e il 1303. Da un documento del 1260 sappiamo che a quel tempo il pievano si chiamava Canneto di Tiezo e presso la pieve viveva insieme ad una comunità di canonici. Nel 1286 la gestione del piviere era affidata al canonico padre Cino.
Dal XIV secolo in avanti la pieve così come il castello di Monterappoli iniziarono un lungo periodo di decadenza sia sul piano istituzionale sia sul piano delle strutture tanto che nel 1368 la repubblica fiorentina stanziò dei fondi per ricostruire il castello, danneggiato dalle scorrerie delle truppe mercenarie e nel 1395 il comune era preoccupato per gli usi impropri che i parrocchiani facevano dell'edificio della pieve.
Fino al 1486 il patronato della pieve era dei Frescobaldi ma in quell'anno passò ai Corsini.
Nel XVII secolo la chiesa venne rinnovata in stile barocco e nel 1742 venne messa in comunicazione con l'adiacente cappella della Compagnia delle Sorelle del Volto Santo.
I restauri effettuati tra il 1969 e il 1970 hanno comportato l'eliminazione di ogni intonaco barocco per riportare le mura interne alla muratura romanica, inoltre si è provveduto a chiudere le finestre rettangolari ripristinando l'originale schema della facciata. Nel volume Chiesa romaniche in Valdelsa di Moretti-Stopani vi è una interessante fotografia dove la facciata è ritratta ancora come si presentava prima dell'ultimo restauro effettuato dopo la pubblicazione del libro (1968, con la bifora e i due oculi murati e le due grandi finestre aperte in facciata nel corso del XVIII secolo.

## Descrizione
La pieve è un interessante esempio di romanico lombardo innestato nella tradizione culturale valdelsana.

### Esterno
La facciata a capanna presenta delle forti lesene e semplici decorazioni in fase con la muratura che le danno un aspetto perfettamente simmetrico; al centro si apre il portale aggettante sulla facciata con arco a tutto sesto sorretto da due colonne in mattoni concluse da capitelli in marmo e sormontato da una bifora, oggi priva della colonnina centrale, decorata a cunei, il cui volume è leggermente staccato dalla linea della facciata. 

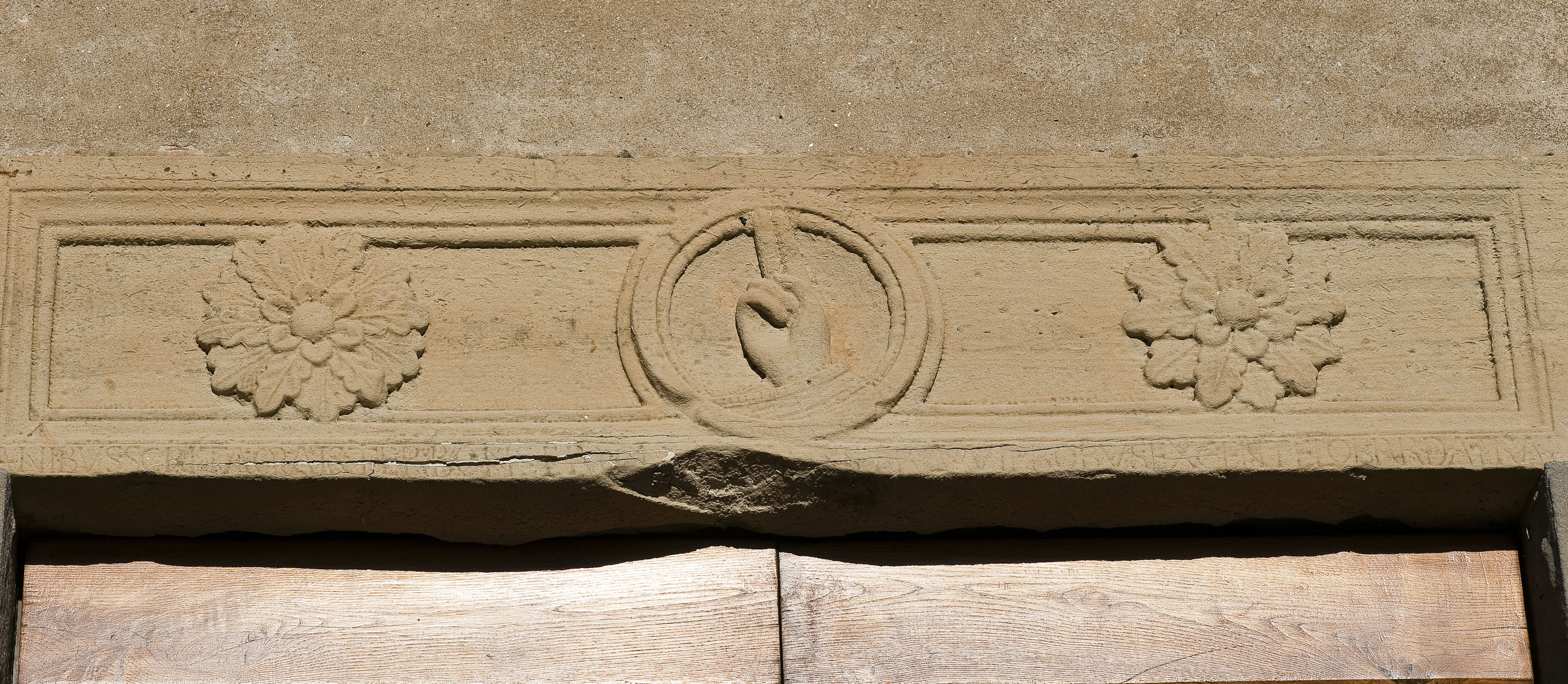
L'architrave del portale

Quest'elemento insieme all'architrave dove oltre all'iscrizione appaiono anche una mano benedicente in mezzo a due rosoni, dimostra l'origine lombarda del progettista, il magister Bonseri.
Il coronamento della facciata è stato realizzato tramite una semplice decorazione in mattoni ad archetti a tutto sesto intrecciati e tale decorazione prosegue anche lungo le fiancate fino alla tribuna dove si sovrappone a delle semicolonne pensili che scandiscono il volume dell'abside. Esternamente altre decorazioni sono costituite da oculi, feritoie a forma di croce e vari crateri in ceramica.
Sul fianco sinistro sorge il campanile realizzato sui resti di una torre a base circolare e ricostruito dopo il secondo conflitto mondiale. Una delle campane è datata 1294 e proviene dal castello di Monterappoli.

### Interno

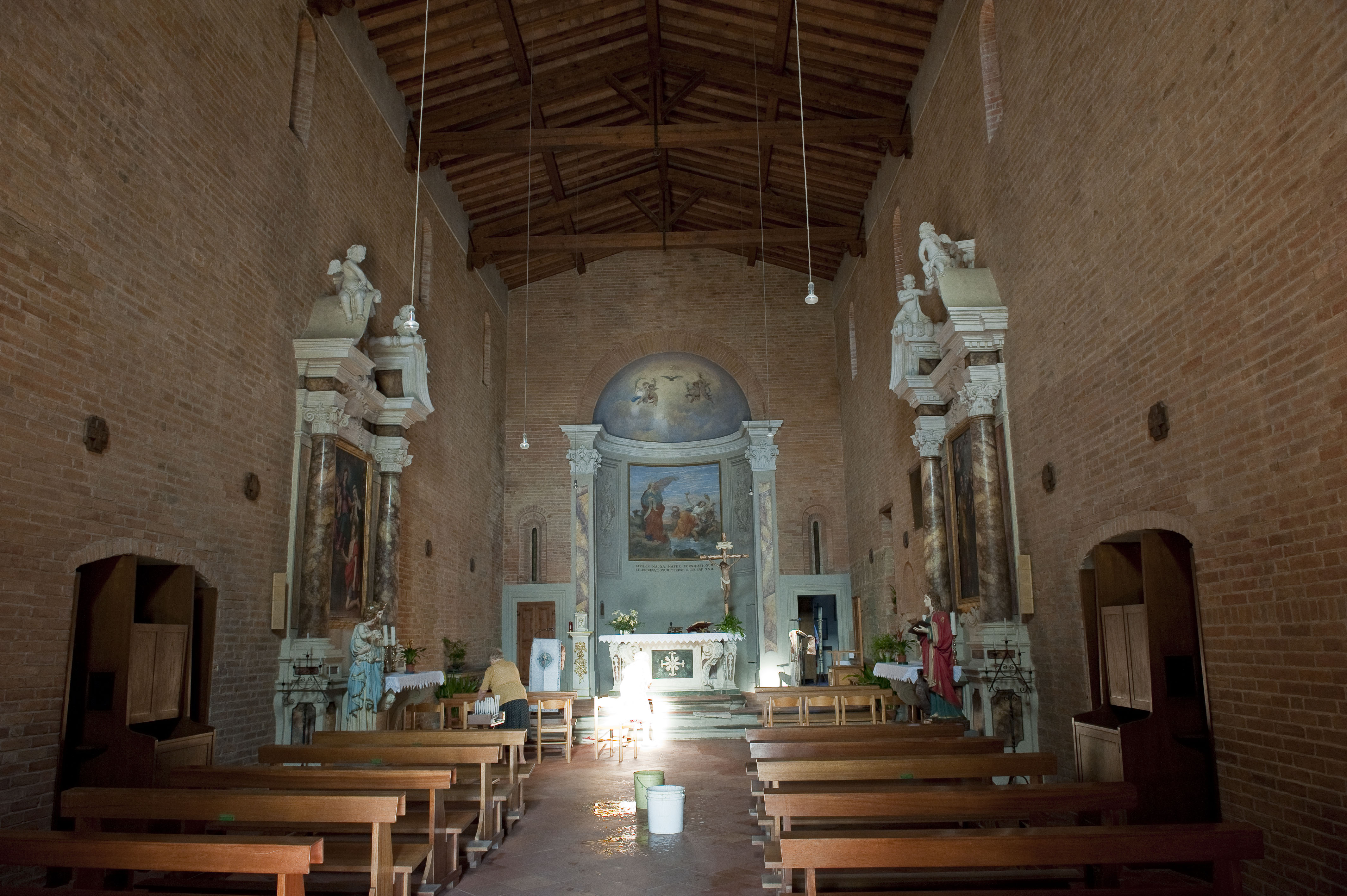
Interno

L'interno della chiesa è a navata unica coperta con capriate lignee a vista e terminante con un'abside semicircolare, ai lati della quale si trovano due monofore a tutto sesto, identiche a quelle esterne. Il paramento murario è interamente in laterizi ad eccezione per l'abside che presenta ancora gli affreschi barocchi. Il presbiterio, rialzato di alcuni gradini rispetto al resto della chiesa, ospita al centro l'altare maggiore, in stucco dipinto a finto marmo.
A metà della navata si trovano i due altari laterali, dedicati alla Madonna del Rosario (altare di sinistra) e a Sant'Antonio da Padova, le cui ancone sono costituite da due colonne composite lisce che sorreggono un frontone spezzato; al centro si trova una pala che raffigura il santo dedicatario dell'altare.
Interessanti il crocifisso ligneo del XVII secolo e il piccolo vano affrescato, situato sulla sinistra del portale di accesso, che contiene il fonte battesimale.
Da questa pieve proviene la tavola con la Madonna col Bambino in trono tra i santi Sebastiano e Giovanni Battista, Giovanni Evangelista e Domitilla di Rossello di Jacopo Franchi, databile tra il 1440 e il 1445 circa e forse realizzato per l'altare maggiore ed attualmente esposta nel Museo della Collegiata di Sant'Andrea a Empoli.

## Piviere di Monterappoli
- canonica di San Matteo a Granaiolo
- chiesa di Santa Maria al Borgo Vecchio di Cambiano
- chiesa di San Bartolomeo a Corbinaia
- chiesa di San Prospero a Cambiano
- chiesa di San Martino del Piano
- chiesa di sant'Andrea a Rofiniano
- chiesa di Santa Maria Oltrorme
- chiesa di Sant'Jacopo a Stigliano
- chiesa di San Lorenzo a Monterappoli
- chiesa di San Giusto a Camporese